# Duesenberg Model A
Bản mẫu:Infobox automobile engine
Duesenberg Model A là chiếc ô tô đầu tiên trong quá trình sản xuất hàng loạt ô tô có phanh thủy lực và ô tô đầu tiên trong sản xuất hàng loạt tại Hoa Kỳ với động cơ tám động cơ thẳng. Chính thức được gọi là Duesenberg Straight Eight, xe Model A lần đầu tiên được trình chiếu vào cuối năm 1920 tại thành phố New York. Việc sản xuất bị trì hoãn bởi những thay đổi đáng kể đối với thiết kế của xe, bao gồm thay đổi van động cơ từ van trên cao sang trục cam trên cao; cũng trong thời gian này, công ty đã chuyển trụ sở và nhà máy từ New Jersey đến Indiana. Model A được sản xuất tại Indianapolis, Indiana, từ 1921 đến 1925 bởi Công ty Ô tô và Động cơ Duesenberg và từ 1925 đến 1926 tại cùng một nhà máy của Công ty Mô tô Duesenberg đã được cơ cấu lại. Những người kế nhiệm công ty bắt đầu gọi chiếc xe này là Model A khi xe Model J được đưa ra thị trường.

## Bối cảnh
Fred và August Duesenberg đã chế tạo máy bay và động cơ hàng hải trong Thế chiến I và sử dụng chuyên môn này để thiết kế và chế tạo động cơ xe đua và thiết kế một chiếc xe hơi. Công ty ô tô và động cơ Duesenberg được thành lập tại Delkn và thành lập để sản xuất và tiếp thị chiếc xe sản xuất trong khi Duesenberg Brothers, một tổ chức riêng biệt, chế tạo xe đua và động cơ.

## Sách tham khảo
- Adler, Dennis (2004). "Chapter Four: The Power of the Hour". Duesenberg. Krause Publications. tr. 53–82. ISBN 0-87349-388-5. LCCN 2004101588. Truy cập ngày 11 tháng 1 năm 2014.[liên kết hỏng]
- Borgeson, Griffith (2005) [1984]. "Chapter Four Duesenberg — The J Is Born". Errett Lobban Cord: His Empire, His Motor Cars: Auburn, Cord, Duesenberg. New Albany, Indiana: Automobile Heritage Publishing. tr. 40–47. ISBN 0-9711468-7-X. LCCN 2003114944. Truy cập ngày 11 tháng 1 năm 2014.
- Kimes, Beverly Rae, biên tập (1990). "Duesenberg". The Classic Car. Des Plaines, IL USA: Classic Car Club of America. tr. 229–269. ISBN 0-9627868-0-2. LCCN 90084421.
- Mueller, Mike (2006). "Chapter 6 - Chariot of the Gods Duesenberg Straight Eight". American Horsepower 100 Years of Great Car Engines. St. Paul, MN USA: Motorbooks. tr. 49–54. ISBN 978-0-7603-2327-4. LCCN 2006017040. Truy cập ngày 11 tháng 1 năm 2014.
- Posthumus, Cyril (1977) [1977]. "Slump and Recovery". The story of Veteran & Vintage Cars. John Wood, illustrator (ấn bản thứ 1977). London: Hamlyn / Phoebus. tr. 74–85. ISBN 0-600-39155-8.
- Robson, Graham (2001). "Duesenberg Model A". The Illustrated Directory of Classic Cars. St. Paul, MN USA: MBI Publishing. tr. 180–181. ISBN 0-7603-1049-1. Truy cập ngày 11 tháng 1 năm 2014.
- Sedgwick, Michael (1972) [1962]. Early Cars. Octopus Books. ISBN 0-7064-0058-5.
- Vance, Bill (ngày 15 tháng 4 năm 2005). "Motoring Memories: Duesenberg Model A". Autos.ca. Trader. Lưu trữ bản gốc ngày 20 tháng 1 năm 2014. Truy cập ngày 19 tháng 1 năm 2014.